# Museo Integrado de Roraima
El Museo Integrado de Roraima (en portugués: Museu Integrado de Roraima) Se trata de un museo público estatal ubicado en la ciudad de Boa Vista, capital de Roraima, al norte de Brasil. Inaugurado el 13 de febrero de 1985, es mantenido por la Fundación del Medio Ambiente, Ciencia y Tecnología del Estado de Roraima (FemAct) y está ubicado en un edificio de 750 metros cuadrados en el interior del Parque Anauá.
El museo conserva la colección más importante del estado de Roraima. Los objetos, muy diversa, se componen de piezas adquiridas por medio de colecciones, adquisiciones y donaciones, que abarcan diversos temas como la geología, la botánica, la zoología, la arqueología, la etnología, la historia y las artes visuales.